# Kilcullen
Kilcullen (forma anglicizzata) o Cill Chuillinn (in irlandese) è una cittadina nella contea di Kildare, in Irlanda.